# Billboard Hot 100

Logo der Hitparade

Die Billboard Hot 100 sind eine Hitparade des US-amerikanischen Billboard-Magazins. Sie entstanden 1958, sind die wichtigsten Single- bzw. Song-Charts der USA und werden jeden Dienstag veröffentlicht.

## Ermittlung der Charts

### Heute
Die Hitparade basiert auf den Verkäufen, dem Airplay und dem Streaming der jeweiligen Erfassungswoche. Die Auswertung der Verkäufe und der Streamingaufrufe beginnt am Freitag und endet am Donnerstag. Airplay wird von Montag bis Sonntag gemessen.
Beispiel:
- Freitag, 1. Januar – Verkaufswoche beginnt, Streamingaufzeichnung beginnt
- Montag, 4. Januar – „Airplaywoche“ beginnt
- Donnerstag, 7. Januar – Verkaufswoche endet, Streamingaufzeichnung endet
- Sonntag, 10. Januar – „Airplaywoche“ endet
- Dienstag, 12. Januar – die Hot 100 werden offiziell veröffentlicht, erste Chartinformationen gibt es bereits am Tag zuvor
- Sonntag, 17. Januar bis Samstag, 23. Januar – Gültigkeitszeitraum der Charts, wobei der 23. Januar das offizielle Chartdatum ist

Kriterien:
- Hot 100 Airplay – ca. 1000 Radiosender in den USA
- Hot 100 Singles Sales – die meistverkauften Singles der Woche (CD)
- Hot Digital Songs – die am häufigsten als Download verkauften Songs der Woche
- Streaming Songs – Musik- und Videostreams bei Abrufradios und Plattformen wie Spotify und YouTube

### 1940er und 1950er Jahre
In den 1940er und 1950er Jahren gab es die heutigen Hot 100 noch nicht; die Lieder wurden damals in drei verschiedene Hitparaden notiert:
- Best Sellers in Stores – die Songs, die sich am meisten in den Geschäften verkauft hatten (20 bis 50 Positionen)
- Most Played by Jockeys – die Stücke, die am häufigsten im Radio gespielt wurden (20 bis 25 Positionen)
- Most Played in Juke Boxes – die Lieder, die am meisten in den Jukeboxes ausgewählt wurden (20 Positionen). Da damals viele Radiosender keinen Rock ’n’ Roll spielten, war dies die erste Anlaufstelle für die Jugendlichen, die Musik hören wollten.

- Am 4. August 1958 veröffentlichte Billboard zum ersten Mal eine Hitparade, die alle Genres vereinigte, die Hot 100.

- Ab dem 13. Oktober 1958 orientierten sich auch Geschäfte an den Hot 100 und sortierten die Schallplatten nach der jeweiligen Position in den Charts.

### Weiteres zur Ermittlung
Eine Besonderheit der US-Charts ist es, dass dort Songs gelistet werden und nicht Tonträger. So kann es sein, dass von einer Single mit zwei gleichberechtigten Liedern (Doppel-A-Seite) beide Titel gleichzeitig in der Hitliste erscheinen können. Beide bekommen dieselben Verkaufszahlen zugerechnet, hinzu kommen dann die jeweiligen Radioeinsätze. So belegten zum Beispiel die Beatles 1969 mit ihrer Doppelsingle Come Together / Something gleichzeitig die Plätze 1 und 3.

#### Radio/Soundscan
Um präzise zu sein, hat Billboard Verträge mit Radios und Geschäften bzw. Onlineanbietern geschlossen, wodurch es möglich ist, genaue Zahlen der Verkäufe sowie die Anzahl der gespielten Lieder eines Radiosenders in die Hitparade mit einfließen zu lassen.
Mit der Ausgabe vom 24. März 2012 wurden auch On-Demand Songs aufgenommen, also die im Internet abgerufenen Lieder bei Audio-on-Demand-Plattformen wie Spotify und Rdio. Seit 2. März 2013 sind die Streaming-Songs-Charts Bestandteil der Hot 100, die auch die Abrufzahlen der Videoplattform YouTube berücksichtigen.

#### Veröffentlichungszeitraum
Bis zum Ende der 1980er Jahre folgte der Veröffentlichungszyklus der Musikindustrie dem Wochenrhythmus, und Neuerscheinungen waren ab Montag in den Läden erhältlich. Als die Chartermittlung immer genauer wurde, machte es sich aber bemerkbar, dass die Auslieferung sich wegen des freien Sonntags bis weit in den Montag hinein hinzog. Um einen einheitlichen Verkaufsstart im ganzen Land zu haben, einigten sich die US-Labels ab April 1989 auf den Dienstag als gemeinsamen Veröffentlichungstag. In den meisten anderen Ländern war Montag der erste Tag für neue Singles und Alben.
In den 2010ern gingen einige Länder dazu über, bereits am Freitag zu veröffentlichen, da die Wochenendtage die verkaufsstärksten Tage sind und man die Neuerscheinungen dort konzentrieren wollte. Durch die zunehmende Internationalität des Marktes durch das Internet entstand so aber ein Durcheinander an konkurrierenden Terminen, weshalb sich die internationale Vereinigung der Plattenindustrie (IFPI) darauf verständigte, einen weltweit einheitlichen Veröffentlichungstag festzulegen. Mit der Aktion New Music Fridays wurde der 10. Juli 2015 zum ersten „Global release day“ bestimmt.
Bis 2015 folgte die Chartermittlung bei den Verkäufen (und später dem Streaming) noch dem Wochenrhythmus, das heißt, es wurden die Verkäufe von Montag bis Sonntag gewertet. Die Airplaydaten wurden allerdings um zwei Tage versetzt erfasst, also von Mittwoch bis Dienstag. Mit der Umstellung des Veröffentlichungstags auf den Freitag wurde auch die Verkaufsermittlung auf Freitag bis Donnerstag angepasst. Die Airplayauswertung wurde dafür auf Montag bis Sonntag verschoben. Bis Juli 2015 waren die Charterstellungen bis Donnerstag abgeschlossen, durch die Verschiebung der Termine konnte die Chartveröffentlichung auf den Dienstag vorgezogen werden.
Das Chartdatum wurde in all den Jahren kontinuierlich fortgeschrieben. Nach der Erfassungswoche verging einige Zeit, bis die Charts fertiggestellt waren. Mit der Veröffentlichung der Charts begann die Chartwoche, und der letzte Tag dieser Woche bestimmte das offizielle Datum der Charts („The charts for the week ending …“). Durch die schnellere Chartermittlung nahm der Abstand zwischen Bekanntgabe und Gültigkeitsdatum zu. Durch die Verschiebung des Veröffentlichungszyklus liegen mittlerweile zwischen dem Veröffentlichungstag eines Liedes und dem Gültigkeitsdatum der Charts, in denen es erstmals gelistet werden kann, 22 Tage.

#### Bubbling-Under-Charts
Seit 1959 wird separat auch eine Liste der Lieder veröffentlicht, die auf die ersten 100 Songs folgen, allerdings nur diejenigen, die nicht vorher schon in den Hot 100 gewesen waren. Sie sind also keine Fortsetzung der offiziellen Charts, sondern eine Perspektivliste mit Liedern, die zukünftig in die Hot 100 einsteigen könnten. In den ersten Jahrzehnten schwankte die Größe der Liste, und zeitweise wurde sie auch ausgesetzt. Ab den 1990ern haben sich die Bubbling Under Hot 100 Singles mit 25 Plätzen etabliert.

## Geschichte der Nummer-eins-Songs in den Billboard Hot 100
Der erste Nummer-eins-Song war 1958 Poor Little Fool von Ricky Nelson. Für eine Auflistung siehe die Liste der Nummer-eins-Hits in den USA.
Die meisten Nummer-eins-Hits haben die Beatles (20), gefolgt von Mariah Carey (19), Elvis Presley (17), Rihanna (14), Michael Jackson (14, mit Jackson Five 18) und Madonna bzw. den Supremes (jeweils 12). Elvis Presley wird nur mit sieben Titeln geführt, da die meisten seiner Hits vor der Einführung der Billboard Hot 100 veröffentlicht wurden.
Der Titel Rock Me Amadeus des österreichischen Musikers Falco erreichte im März 1986 als bis heute einziges deutschsprachiges Lied die Spitze der US-Billboard-Charts.
Als erstem Musiker gelang es Taylor Swift im Oktober 2022, die ersten 10 Plätze der Billboard Hot 100 mit eigenen Stücken zu belegen, und zwar mit Songs aus dem Album Midnights.

## Probleme durch Boykotts von Musikern durch Radiosender
Durch das Wegbrechen der Singles-Verkäufe und die zunehmende Gewichtung der Radioeinsätze wurden die Gesamtcharts in den letzten Jahren immer abhängiger von der Politik der Radiosender. Dies betraf nicht nur musikalische Entscheidungen, sondern tatsächlich politische wie im Fall von Madonna und den Dixie Chicks, die sich aufgrund negativer Äußerungen gegen George W. Bush im Zusammenhang mit dem Irakkrieg bei vielen Sendern einen Radioboykott einhandelten und dadurch kaum noch Chancen hatten, sich in den Top 40 zu platzieren. Durch den zunehmenden Trend zu Musikdownloads wurde dieser Effekt wieder etwas relativiert.